# Hyperidion neptuni
Hyperidion neptuni is een soort in de taxonomische indeling van de Myzozoa, een stam van microscopische parasitaire dieren. Het organisme komt uit het geslacht Hyperidion en behoort tot de familie Lecudinidae. Hyperidion neptuni werd in 1931 ontdekt door Mackinnon & Ray.